# Micropeza ventralis
Micropeza ventralis är en tvåvingeart som beskrevs av Cresson 1930. Micropeza ventralis ingår i släktet Micropeza och familjen skridflugor. Inga underarter finns listade i Catalogue of Life.